# Culicoides seimi
Culicoides seimi är en tvåvingeart som beskrevs av Shevchenko 1967. Culicoides seimi ingår i släktet Culicoides och familjen svidknott. Inga underarter finns listade i Catalogue of Life.